# Zótico de Constantinopla
Zótico (Roma, siglo IV - Constantinopla, 350) fue un religioso romano, venerado como santo.

## Hagiografía
Zótico, nacido y criado en Roma, era sacerdote. En 330 siguió al emperador Constantino I a Bizancio para colaborar en la creación de la nueva Constantinopla. Aquí estuvo particularmente activo durante unos veinte años en la creación de obras de caridad que pudieran brindar un alivio material a la gran masa de gente pobre presente en la nueva capital del Imperio Romano. Con la ayuda de Constantino construyó un hospital para pobres, que funcionaba según el antiguo concepto de estructura con fines caritativos, donde se abordaban tanto la pobreza como la enfermedad (paupertas et infirmitas), siguiendo la parábola del Buen Samaritano. En él se acogía tanto a los peregrinos que viajaban a Palestina, como a los pobres que eran acogidos, alimentados y atendidos, si estaban enfermos.
Zótico en la creación de una estructura estable real destinada a la hospitalidad, siguió los dictados expresados durante el Primer Concilio de Nicea en 325, en el que la naciente Iglesia Católica había establecido oficialmente que una de sus tareas más importantes era proveer a los pobres, a las viudas y extraños. Una tarea que, además, ya era realizada por diáconos y xenodochi, desde los tiempos de la Iglesia primitiva. También se recomendó que se construyera un hospital en cada ciudad diocesana. Zótico también construyó un orfanato en Constantinopla.
Cuando, después de la muerte de Constantino I, con el acceso al trono imperial de Constancio II, hubo una ola de arrianismo, Zótico permaneció siempre fiel al Papa y a la ortodoxia cristiana sancionada por los decretos del Concilio de Nicea I.

## Culto
El Martirologio Romano fija el memorial litúrgico el 31 de diciembre:

"En Constantinopla, San Zótico, sacerdote, que proveía el sustento de los huérfanos".
Martirologio romano

El municipio canadiense de Saint-Zotique fue nombrado en su honor.